# Paul Leroy
 Ikke at forveksle med den amerikansk skuespiller og sanger Paul Leroy Robeson (1898-1976), eller den franske maler Paul Leroy (1860-1942).
Paul Andre Edvard Leroy (født 1960 i København) er en dansk/fransk arkitekt og designer. Han etablerede firmaet Leroy Design A/S i 1987.
Paul Leroy er uddannet på Det Kongelige Danske Kunstakademi og var derefter i 3 års mesterlære hos daværende professor og Præsident for Akademirådet, Tage Lyneborg.
Han har bl.a. designet et sofabord der blev sat i produktion af møbelhuset Paustian i 1988.